# F1 2019 (비디오 게임)
《F1 2019》는 코드마스터즈가 개발하과 배급한, 2019 포뮬러 원과 포뮬러 2 챔피언십의 공식 비디오 게임이다. 해당 스튜디오가 개발한 포뮬러 원 시리즈 가운데 12번째 타이틀이다. 이 게임은 2019년 3월 28일 코드마스터즈에 의해 발표되었다. 이 비디오 게임은 이 프랜차이즈 중에서는 11번째 게임이며 2019년 포뮬러 원 월드 챔피언십에 존재했던 21개 서킷, 20명의 드라이버, 10개 팀이 등장한다. 코드마스터즈는 2년 가까이 게임이 개발 중이었으며 "프랜차이즈 사상 가장 야망에 찬 릴리스"라고 언급하였다.

## 기능
F1 2019는 게임 시리즈에서 드라이버가 AI에 의해 통제되어 챔피언십 연말에 팀을 옮길 수 있는 드라이버 이적 기능이 있는 최초의 게임이다. 이러한 이적은 무언가 짜여진 사건들이 아니며 랜덤하게 발생한다.

## 평가
F1 2019는 엑스박스 원의 경우 90%에 이를 정도로 좋은 평가를 받았다.

### 수상
| 연도 | 상                                                     | 분류                    | 결과 | 각주        |
| ---- | ------------------------------------------------------ | ----------------------- | ---- | ----------- |
| 2019 | en:Game Critics Awards                                 | Best Racing Game        | 후보 | [ 4 ]       |
| 2019 | en:The Independent Game Developers' Association Awards | Heritage Award          | 후보 | [ 5 ] [ 6 ] |
| 2019 | en:The Independent Game Developers' Association Awards | Best Racing Game        | 수상 | [ 5 ] [ 6 ] |
| 2019 | Golden Joystick Award                                  | PC Game of the Year     | 후보 | [ 7 ]       |
| 2019 | Titanium Awards                                        | Best Sports/Racing Game | 후보 | [ 8 ]       |
| 2019 | en:The Game Awards 2019                                | Best Sports/Racing Game | 후보 | [ 9 ]       |
| 2020 | 23rd Annual D.I.C.E. Awards                            | Racing Game of the Year | 후보 | [ 10 ]      |
| 2020 | en:NAVGTR Awards                                       | Game, Franchise Racing  | 후보 | [ 11 ]      |